# 松源寺 (中津川市)
松源寺（しょうげんじ）は、岐阜県中津川市手賀野にある臨済宗妙心寺派の寺院。山号は圓通山。本尊は聖観世音菩薩。

## 歴史
寛永元年(1624年)に山村甚兵衛良勝の家臣の堀尾作左衛門一成が開基し、木曽福島の興禅寺七世の桂嶽祖昌を請じて開山した。聖観世音菩薩を本尊としている。
法系は大本山妙心寺の夢窓疎石の法統を継承し東海門派に属する。
開基当時は駒場村に寺院が建立されたが、寛永3年(1626年)4月に現在地に移転し伽藍が建立された。
現在も中津川市駒場に字名として松源寺が残っているのは、この理由による。
嘉永4年(1851年)同寺にて大会中に出火し、伽藍・寺宝・古文書等一切を焼失した。従って詳しい縁起は不明となっている。
馬籠大黒屋日記に火災当日の模様が次のように記されている。
現在の本堂・庫裏は、安政2年(1855年)十二世の忠山宗恕の代に再建されたものである。
十三世の通峯素融が遷化した後は一時無住の時代があり荒廃も甚しかったが、十四世の'恵山自選が復興に努めた。
昭和28年(1953年)十五世の恵弘大應の代になり位牌堂を建立。
昭和54年(1979年)に本堂・庫裏を修復した。

### 境内
境内には観音堂・稲荷大明神が祀られている。
稲荷大明神は嘉永4年(1851年)の大火で焼失したが再建され、古来福利効益多として多くの信仰を得つづけている。
明治33年(1900年)、観音堂が再建された。
堂内に祀られている烏枢澁摩明王像は江戸時代中期前の作で、苗木藩の廃仏毀釈の時に苗木雲林寺にあった仏像を、松源寺に移したものである。
昭和46年(1971年)10月28日に、中津川市の文化財に指定された。
また墓地内には通称「せきばぁ様」と呼び親しまれている古墓がある。咳に病む人に快愈効有りと、煙草を供え祈願する参詣者が多い。

## 圓通寺
伝承によると、かつて手賀野村には、圓通寺という二町四方の寺域を持った寺院があったが、
天正2年(1574年)の武田勝頼の東濃侵攻の際に兵火により焼失したと伝わる。
廃寺の寺域と推定され地点の水田や周辺部の田畑からは、白瓷系陶器(山茶碗)の破片が発掘されているが、国道19号線バイパスの開通により、この地点の環境は著しく変化している。
廃寺跡と推定される場所の近くに「圓通山 松源寺」があるが関係は不明である。松源寺の近くに圓通寺という字名が残っている。
松源寺墓地内には、五輪塔と宝篋印塔の一部が残され、廃寺の寺域と言われる周辺部にも多くの五輪塔があることから、圓通寺の中心地は、松源寺より西方の手賀野公会堂付近とも考えられる。

## 関連寺院
興禅寺　(長野県木曽町)